# 150-е годы до н. э.
150-е (сто пятидеся́тые) го́ды до на́шей э́ры по пролептическому юлианскому календарю — промежуток времени с 1 января 159 года до н. э. по 31 декабря 150 года до н. э., включающий с 159 по 151 годы 5-го десятилетия  и 150 год 6-го десятилетия II века 1-го тысячелетия до н. э. Им предшествовали 160-е годы до н. э., за ними следовали 140-е годы до н. э. Они закончились 2175 лет назад.

## Важнейшие события
- 158 — при Шаньюе Цзюньчэне возобновились военные атаки на Китай. Хунну использовали любимые приёмы лёгкой кавалерии: они успевали не только захватить скот, имущество и людей, но и уйти от погони прежде, чем китайские войска успеют собраться для отражения их атаки.
- 152 — китайский император Цзин-ди согласился вновь выплачивать дань и открыл приграничную торговлю между китайцами и хунну.
- 152— Ионатан Хасмоней добился для себя у Александра Баласа пост первосвященника Иерусалима и наместника Иудеи.

- 151 — Консулы: Луций Лициний Лукулл (плебей[1]) и Авл Постумий Альбин (патриций[2][3][4]); проконсул: Марк Клавдий Марцелл (в Ближней Испании); преторы: Сервий Сульпиций Гальба[5] и Спурий Постумий Альбин Магн; плебейский эдил: Авл Гостилий Манцин[6][7][8][9][10][11].
- 151 — Марцелл заключил почётный для римлян мир в Испании. Военный трибун в Испании Сципион. Римский сенат позволил греческим заложникам возвратиться в Грецию.
- 151—150 — Новый римский командующий возобновил без всякого повода войну в Испании. Он жестоко расправился с жителями нескольких городов, выразивших покорность, и потерпел серьёзные неудачи в битвах.